# آل يحي (لودر)

تعديل مصدري - تعديل

آل يحي هي إحدى قرى عزلة زارة بمديرية لودر التابعة لمحافظة أبين، بلغ تعداد سكانها 126 نسمة حسب تعداد اليمن لعام 2004.